# Arthrogorgia otsukai
Arthrogorgia otsukai är en korallart som beskrevs av Bayer 1952. Arthrogorgia otsukai ingår i släktet Arthrogorgia och familjen Primnoidae. Inga underarter finns listade i Catalogue of Life.